# Sola gratia
Sola gratia is een Latijnse uitdrukking die betekent alleen door genade.
Het is een van de vijf sola's die een samenvattend uitgangspunt vormt van het protestantisme tijdens de Reformatie, maar ook heden ten dage nog steeds de belangrijkste uitgangspunten vormen voor het protestantisme.
Tegenover de Rooms-Katholieke Kerk leerde de Reformatie dat het behoud van zondaren slechts mogelijk is uit enkel genade. De menselijke activiteiten (goede werken) dragen niet bij aan het behoud. Weliswaar ontkende de Reformatie niet de noodzaak van goede werken, maar door deze verdient men de verlossing niet. De Verlossing van verloren mensen is verdiend door Jezus Christus, Hij leed en stierf aan het kruis van Golgotha om het behoud (dat wil zeggen de vergeving) te verdienen, zo vond de Reformatie. Echter, ook de Rooms-Katholieke Kerk leert dat de mens door genade alleen gered wordt, hieraan dient de vrije wil van de mens wel mee te werken, iets wat de Reformatie ontkende.